# Snurråsen
Snurråsen este o localitate din comuna Siljan, provincia Telemark, Norvegia, cu o suprafață de 0,15 km² și o populație de 310 locuitori (2013).